# Henryk z Wierzbna (zm. 1337–1340)
Henryk z Wierzbna (zm. ok. 1337–1340) – kanonik wrocławski, bratanek i imiennik biskupa wrocławskiego Henryka z Wierzbna.
Był synem Stefana, podstolego na dworze księcia wrocławskiego Henryka IV Probusa; bratem Fasolda i Stefana.
Dzięki protekcji swojego stryja i imiennika, biskupa wrocławskiego Henryka z Wierzbna został kanonikiem wrocławskim; po raz pierwszy jako taki występuje na dokumencie z 12 maja 1308 roku. W 1324 roku został scholastykiem w kolegiacie Św. Krzyża we Wrocławiu. W 1331 roku otrzymał kanonię w Skalbmierzu. Po raz ostatni w źródłach jako osoba żyjąca występuje 24 listopada 1337 roku.